# ناروکی ماتسوکاوا
ناروکی ماتسوکاوا (انگلیسی: Naruki Matsukawa) هنرپیشه مرد اهل ژاپن و متولد سال 1991 میلادی در شهر توکیو است که در فیلم های گوناگونی به ایفای نقش پرداخته است.